# Иван Снегаров
Иван (Януш) Йончев Снегаров (изписване до 1945 година: Иванъ Йончевъ Снѣгаровъ) е виден български църковен историк, архивист и археограф, академик.

## Биография
Снегаров е роден на 12 октомври (30 септември стар стил) 1882 година в град Охрид. Баща му Йонче Снегаров е занаятчия, който умира преди раждането на сина си. Майка му Диаманда е православна албанка. Учи в гръцкото и българското класно училище в Охрид, след което става общ работник в Тулча и Килия. После учи занаят в Охрид и от 1900 година учи в Цариградската духовна семинария, която завършва в 1906 година. Става учител в Енидже Вардар. Между 1906 и 1907 година е писар в Българската екзархия в Цариград. През 1908 – 1912 година следва в Киевската духовна академия, която завършва със степен „кандидат на богословските науки“ за дисертацията си „История на Охридската архиепископия“.
След Междусъюзническата война в 1913 година, Снегаров е сред основните двигатели на опита за уния на новоснования Национален съюз.
През 1912 – 1926 година е учител в Цариградската семинария, Педагогическото училище в Сяр, Солунската мъжка гимназия (от пролетта на 1913), в Ямболската гимназия (1913 – 1914), Софийската семинария (1919-1920) и Първа софийска мъжка гимназия (1922 – 1926). От 1926 година е редовен доцент в Богословския факултет на Софийския университет в катедрата по църковна история. От 1929 година е извънреден професор, а от 1933 година – редовен професор и ръководител на катедрата до 1936 година. В 1933 година става член-кореспондент, а в 1943 година академик на Българската академия на науките. Титуляр е на Катедрата по история в Софийската семинария (1950), където работи и след пенсионирането си като хоноруван професор от 1951 до 1956 година. 
Директор е на Института за българска история при БАН от основаването му през 1947 до 1950 година. Директор е на Архивния институт при БАН (1951 – 1959).
Редактор е на „Църковен вестник“ (1914-1919, 1928-1931), на списание „Народен страж“ (1919-1933) и списание „Духовна култура“.
Иван Снегаров е награден с орден „Кирил и Методий“ I степен (1958). Той е член на Охридското културно-просветно дружество и на ВМОРО от 1902 година, редактор е на вестник „Автономна Македония“ (1920 – 1923). Участва като делегат от Пловдивското македонско братство в обединителния конгрес на Македонската федеративна организация и Съюза на македонските емигрантски организации от януари 1923 година. Член-учредител е на Македонския научен институт и е сътрудник на органа му „Македонски преглед“ (1924 – 1943).
Македония (Солун, Охридската книжовна школа, Скопската епархия и други) стои в центъра на научните интереси на Иван Снегаров. Неговият капитален труд е История на „Охридската архиепископия“, С. 1924. Многобройните му трудове засягат житията на Климент Римски, Климент Охридски, българския патриарх Йоаким I, цар Симеон I, българското Възраждане и много други теми.
Иван Снегаров прави много научни командировки и открития. Огромният му архив се пази в Научния архив на БАН.
В края на 1959 година Снегаров потвърждава пред сътрудника на УДБ-а Коста Балабанов, че той, неговите родители и роднини, както и всички останали охридчани, винаги са се чувствали българи.
Иван Снегаров умира на 1 март 1971 година в София.